# Fontane Bianche (przystanek kolejowy)
Fontane Bianche (wł. Stazione di Fontane Bianche) – przystanek kolejowy w Fontane Bianche (część gminy Syrakuzy), w prowincji Syrakuzy, w regionie Sycylia, we Włoszech. Stacja znajduje się na linii Syrakuzy – Canicattì.
Według klasyfikacji RFI ma kategorię brązową.

## Historia
Przystanek został otwarty 15 czerwca 2008.

## Linie kolejowe
- Linia Syrakuzy – Canicattì